# Stanczel Ferenc
Stanczel Ferenc (Debrecen, 1839. november 19. – Debrecen, 1921.  december 20.) római katolikus pap, teológiai doktor, egyetemi tanár, szentszéki ülnök.

## Élete
1862. november 23-án szentelték pappá, ezt követően segédlelkész volt és 1863-tól a nagyváradi püspöki papneveldében tanulmányi felügyelő (közben 1868. a Magyar Állam  című folyóirat szerkesztőségében működött). 1870-től a pesti központi papnevelőben tanulmányi felügyelő, 1871-től egyszersmind a Religio című folyóirat szerkesztője; 1873-tól az egyetemen a theologia dogmatica tanára. 1874-től szentszéki ülnök, 1875-ben és 1880–1881-ben a teológiai kar dékánja.
1886-ban nyugdíjazták és Szatmárra, 1887-ben Nagyváradra költözött, ahol mint kanonok élt. Végül Debrecenbe költözött, és nyugdíjazása után 35 évvel, 1921-ben hunyt el 82 évesen.

## Művei
Cikkeket írt az Idők Tanújába és a Pesti Hirnökbe (1868-69.), a Magyar Államba (1870. jan. Szaniszló Ferencz nagyváradi püspök életrajza); a Religiónak 1870 őszétől 1883. tavaszáig rendes belmunkatársa volt; vallási, társadalmi, iskolai, egyházpolitikai, főleg polemikus cikkeket (melyek ívszáma legalább 150 nyomtatott ívre tehető) írt a lapba; 1883-84-ig ugyanott írt vezércikkeket, bírálatokat, ismertetéseket és fordításokat az Egyetemes Magyar Encyclopediának is munkatársa volt (1876); az Acta Scient. Univ. Ung. Budapestinensisben (1880-81. A kereszténység és az értelmi haladás közti viszony, a tanévet megnyitó dékáni beszéd 1880. szept. 12.) Írt néhány röpiratot a Sartori-féle kath. vállalatba. Álnevei és írói jelzései a következők voltak: Halmai, Vigilius, Veritas, , Θ, ▽, + és ++.